# Samuel Malinski
 (janvier 2024).
Samuel Jon Malinski (né le 27 juillet 1998 à Lakeville, État du Minnesota) est un joueur professionnel américain de hockey sur glace. Il évolue au poste de défenseur.

## Biographie
Malinski commence sa carrière junior avec les RoughRiders de Cedar Rapids dans l'USHL en 2017-2018. De 2019 à 2023, il poursuit un cursus universitaire à l'Université Cornell. Il évolue quatre saisons avec le Big Red de Cornell dans le championnat NCAA. Il est nommé capitaine du Big Red en 2022-2023. Le 30 mars 2023, il signe un contrat de deux ans avec l'Avalanche du Colorado. Il est assigné aux Eagles du Colorado, club-école de l'Avalanche dans la Ligue américaine de hockey. Le 13 novembre 2023, il joue son premier match dans la Ligue nationale de hockey avec l'Avalanche face au Kraken de Seattle. Le 7 décembre 2023, il enregistre son premier point dans la LNH, une assistance face aux Jets de Winnipeg. Le 13 décembre 2023, il marque son premier but dans la LNH face aux Sabres de Buffalo.

## Trophées et honneurs personnels

### NAHL
- 2018-2019 : nommé dans la deuxième équipe des étoiles.

### ECAC
- 2021-2022 : nommé dans la première équipe des étoiles.
- 2022-2023 : nommé dans la première équipe des étoiles.

## Statistiques

### En club
| Saison    | Équipe                      | Ligue       |    | Saison régulière | Saison régulière | Saison régulière | Saison régulière | Saison régulière |   | Séries éliminatoires | Séries éliminatoires | Séries éliminatoires | Séries éliminatoires | Séries éliminatoires |
| Saison    | Équipe                      | Ligue       | PJ | B                | A                | Pts              | Pun              | PJ               | B | A                    | Pts                  | Pun                  |                      |                      |
| 2017-2018 | RoughRiders de Cedar Rapids | USHL        | 19 | 2                | 1                | 3                | 4                | -                | - | -                    | -                    | -                    |                      |                      |
| 2017-2018 | Bobcats de Bismarck         | NAHL        | 28 | 1                | 9                | 10               | 8                | -                | - | -                    | -                    | -                    |                      |                      |
| 2018-2019 | Bobcats de Bismarck         | NAHL        | 59 | 14               | 31               | 45               | 24               | 3                | 0 | 0                    | 0                    | 2                    |                      |                      |
| 2019-2020 | Big Red de Cornell          | ECAC Hockey | 25 | 4                | 12               | 16               | 12               | -                | - | -                    | -                    | -                    |                      |                      |
| 2020-2021 | Big Red de Cornell          | ECAC Hockey | 0  | 0                | 0                | 0                | 0                | -                | - | -                    | -                    | -                    |                      |                      |
| 2021-2022 | Big Red de Cornell          | ECAC Hockey | 32 | 5                | 18               | 23               | 26               | -                | - | -                    | -                    | -                    |                      |                      |
| 2022-2023 | Big Red de Cornell          | ECAC Hockey | 34 | 8                | 18               | 26               | 29               | -                | - | -                    | -                    | -                    |                      |                      |
| 2022-2023 | Eagles du Colorado          | LAH         | 7  | 3                | 2                | 5                | 0                | 7                | 0 | 5                    | 5                    | 2                    |                      |                      |
| 2023-2024 | Eagles du Colorado          | LAH         | 46 | 5                | 22               | 27               | 20               | 3                | 0 | 2                    | 2                    | 0                    |                      |                      |
| 2023-2024 | Avalanche du Colorado       | LNH         | 23 | 3                | 7                | 10               | 6                | -                | - | -                    | -                    | -                    |                      |                      |